# Olympische Sommerspiele 1960/Leichtathletik – 110 m Hürden (Männer)
Der 110-Meter-Hürdenlauf der Männer bei den Olympischen Spielen 1960 in Rom wurde am 3. und 5. September 1960 im Stadio Olimpico ausgetragen. 36 Athleten nahmen teil.
Das US-Team konnte einen Dreifacherfolg feiern. Lee Calhoun gewann die Goldmedaille, Silber ging an Willie May, Bronze an Hayes Jones.
Für Deutschland starteten Martin Lauer, Karl-Ernst Schottes und Klaus Gerbig. Schottes und Gerbig scheiterten in ihren Viertelfinalläufen. Lauer konnte sich für das Finale qualifizieren und belegte dort Rang vier. Läufer aus Österreich, der Schweiz und Liechtenstein nahmen nicht teil.

## Bestehende Rekorde
| Weltrekord         | 13,2 s | Martin Lauer ( BR Deutschland) | Zürich, Schweiz                 | 7. Juli 1959      |
| Weltrekord         | 13,2 s | Lee Calhoun ( USA)             | Bern, Schweiz                   | 21. August 1960   |
| Olympischer Rekord | 13,5 s | Lee Calhoun ( USA)             | Finale OS Melbourne, Australien | 28. November 1956 |
| Olympischer Rekord | 13,5 s | Jack Davis ( USA)              | Finale OS Melbourne, Australien | 28. November 1956 |

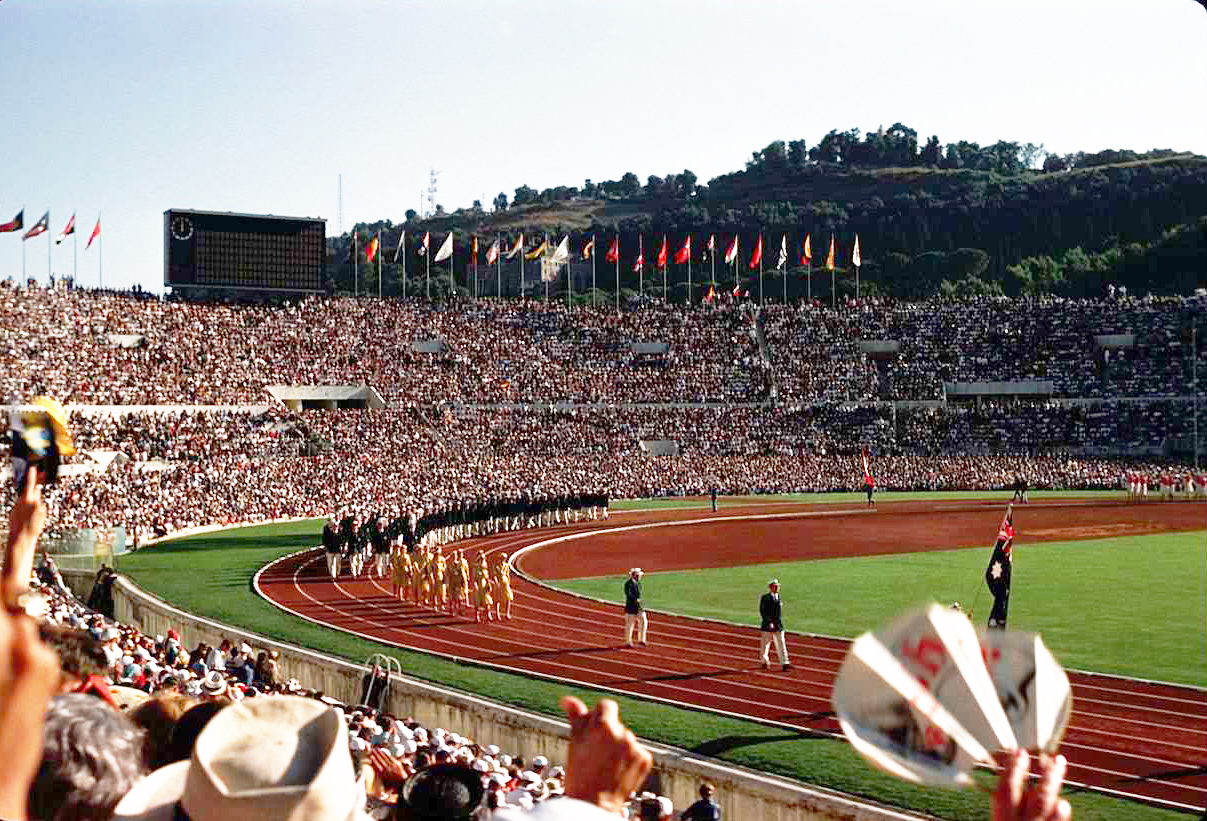
Das Olympiastadion während der Eröffnungsfeier

Der bestehende olympische Rekord wurde hier in Rom nicht erreicht. Die schnellsten Zeiten wurden mit je 13,7 s bei einer Windunterstützung von jeweils 0,1 m/s durch den späteren Olympiasieger Lee Calhoun und den späteren Olympiazweiten Willie May in den beiden Halbfinalrennen erzielt, womit sie um zwei Zehntelsekunden über dem Olympiarekord bzw. fünf Zehntelsekunden über dem Weltrekord blieben. Allerdings ist hier zu berücksichtigen, dass es die Athleten im Finale entgegen der offiziellen Angabe, die ganz leichten Rückenwind ausweist, in der Realität mit ziemlichem Gegenwind zu tun hatten.

## Durchführung des Wettbewerbs
36 Hürdensprinter traten am 3. September zu sechs Vorläufen an. Die jeweils vier Laufbesten – hellblau unterlegt – qualifizierten sich für das Viertelfinale am selben Tag, aus dem die jeweils drei besten Läufer – wiederum hellblau unterlegt – das Halbfinale erreichten. Die beiden Halbfinals und das Finale wurden am 5. September ausgetragen. Aus den Vorentscheidungen kamen jeweils die ersten Drei – hellblau unterlegt – ins Finale.

## Zeitplan
3. September, 9:00 Uhr: Vorläufe

3. September, 18:10 Uhr: Viertelfinale

5. September, 15:15 Uhr: Halbfinale

5. September, 16:45 Uhr: Finale

## Windangaben
Zu jedem einzelnen Lauf sind hier die offiziell benannten Windangaben mit aufgelistet.
Doch diese Angaben sind offensichtlich nur bei eindeutigem Rückenwind korrekt. Bei Gegenwind dagegen wurden stets Werte von Windstille oder sogar von minimalem Rückenwind ausgewiesen, sodass häufig ein falscher Eindruck zu den erzielten Leistungen entsteht.

## Vorläufe
Datum: 3. September 1960, ab 9:00 Uhr

### Vorlauf 1
Wind: +0,2 m/s
| Platz | Name                 | Nation      | Offizielle Zeit handgestoppt | Inoffizielle Zeit elektronisch |
| ----- | -------------------- | ----------- | ---------------------------- | ------------------------------ |
| 1     | Martin Lauer         | Deutschland | 14,3 s                       | 14,45 s                        |
| 2     | Jean Baptiste Okello | Uganda      | 14,4 s                       | 14,59 s                        |
| 3     | Giovanni Cornacchia  | Italien     | 14,6 s                       | 14,77 s                        |
| 4     | Marcel Duriez        | Frankreich  | 14,7 s                       | 14,90 s                        |
| 5     | Seraphino Antao      | Kenia       | 15,0 s                       | 15,13 s                        |
| 6     | Çetin Şahiner        | Türkei      | 15,6 s                       | 15,75 s                        |

### Vorlauf 2
Wind: +0,3 m/s
| Platz | Name             | Nation      | Offizielle Zeit handgestoppt | Inoffizielle Zeit elektronisch |
| ----- | ---------------- | ----------- | ---------------------------- | ------------------------------ |
| 1     | Hayes Jones      | USA         | 14,2 s                       | 14,32 s                        |
| 2     | Mikola Beresuzki | Sowjetunion | 14,3 s                       | 14,50 s                        |
| 3     | Milad Petrušić   | Jugoslawien | 14,6 s                       | 14,74 s                        |
| 4     | Paolo Zamboni    | Italien     | 14,7 s                       | 14,82 s                        |
| 5     | John Chittick    | Australien  | 14,7 s                       | 14,86 s                        |
| DNF   | Abdul Wardak     | Afghanistan |                              |                                |

### Vorlauf 3
Wind: +0,2 m/s
| Platz | Name                  | Nation         | Offizielle Zeit handgestoppt | Inoffizielle Zeit elektronisch |
| ----- | --------------------- | -------------- | ---------------------------- | ------------------------------ |
| 1     | Willie May            | USA            | 14,0 s                       | 14,16 s                        |
| 2     | Walentin Tschistjakow | Sowjetunion    | 14,3 s                       | 14,45 s                        |
| 3     | Bob Birrell           | Großbritannien | 14,7 s                       | 14,82 s                        |
| 4     | Klaus Gerbig          | Deutschland    | 14,7 s                       | 14,87 s                        |
| 5     | Saka Oloko            | Nigeria        | 14,9 s                       | 15,04 s                        |
| 6     | Nazzar Al-Jamali      | Irak           | 15,8 s                       | 15,99 s                        |

### Vorlauf 4
Wind: +0,9 m/s
| Platz | Name               | Nation         | Offizielle Zeit handgestoppt | Inoffizielle Zeit elektronisch |
| ----- | ------------------ | -------------- | ---------------------------- | ------------------------------ |
| 1     | Lee Calhoun        | USA            | 14,3 s                       | 14,37 s                        |
| 2     | Edmond Roudnitska  | Frankreich     | 14,4 s                       | 14,53 s                        |
| 3     | Ghulam Raziq       | Pakistan       | 14,6 s                       | 14,68 s                        |
| 4     | Peter Hildreth     | Großbritannien | 14,8 s                       | 14,90 s                        |
| 5     | Georgios Marsellos | Griechenland   | 14,8 s                       | 14,92 s                        |
| 6     | Pétur Rögnvaldsson | Island         | 15,2 s                       | 15,38 s                        |
| DNF   | Isaac Elie         | Sudan          |                              |                                |

### Vorlauf 5
Wind: +0,9 m/s
| Platz | Name           | Nation                  | Offizielle Zeit handgestoppt | Inoffizielle Zeit elektronisch |
| ----- | -------------- | ----------------------- | ---------------------------- | ------------------------------ |
| 1     | Keith Gardner  | Westindische Föderation | 14,3 s                       | 14,46 s                        |
| 2     | Stanko Lorger  | Jugoslawien             | 14,4 s                       | 14,56 s                        |
| 3     | Nereo Svara    | Italien                 | 14,9 s                       | 15,03 s                        |
| 4     | Vic Matthews   | Großbritannien          | 14,9 s                       | 15,07 s                        |
| 5     | Jagmohan Singh | Indien                  | 15,2 s                       | 15,34 s                        |
| 6     | Abdul Malik    | Pakistan                | 15,4 s                       | 15,52 s                        |

### Vorlauf 6
Wind: +0,1 m/s
| Platz | Name                | Nation      | Offizielle Zeit handgestoppt | Inoffizielle Zeit elektronisch |
| ----- | ------------------- | ----------- | ---------------------------- | ------------------------------ |
| 1     | Anatoli Michailow   | Sowjetunion | 14,4 s                       | 14,53 s                        |
| 2     | Karl-Ernst Schottes | Deutschland | 14,8 s                       | 14,90 s                        |
| 3     | Roman Muzyk         | Polen       | 14,8 s                       | 14,94 s                        |
| 4     | Aggrey Awori        | Uganda      | 15,2 s                       | 15,36 s                        |
| 5     | Jacques Déprez      | Frankreich  | 17,1 s                       | 17,24 s                        |
| DNS   | Eef Kamerbeek       | Niederlande |                              |                                |

## Viertelfinale
Datum: 3. September 1960, ab 18:10 Uhr

### Lauf 1
Wind: ±0,0 m/s
| Platz | Name                 | Nation         | Offizielle Zeit handgestoppt | Inoffizielle Zeit elektronisch |
| ----- | -------------------- | -------------- | ---------------------------- | ------------------------------ |
| 1     | Lee Calhoun          | USA            | 14,1 s                       | 14,16 s                        |
| 2     | Jean Baptiste Okello | Uganda         | 14,3 s                       | 14,48 s                        |
| 3     | Mikola Beresuzki     | Sowjetunion    | 14,4 s                       | 14,57 s                        |
| 4     | Giovanni Cornacchia  | Italien        | 14,5 s                       | 14,68 s                        |
| 5     | Peter Hildreth       | Großbritannien | 14,6 s                       | 14,78 s                        |
| 6     | Karl-Ernst Schottes  | Deutschland    | 14,6 s                       | 14,81 s                        |

### Lauf 2
Wind: ±0,0 m/s
| Platz | Name              | Nation                  | Offizielle Zeit handgestoppt | Inoffizielle Zeit elektronisch |
| ----- | ----------------- | ----------------------- | ---------------------------- | ------------------------------ |
| 1     | Martin Lauer      | Deutschland             | 13,9 s                       | 14,06 s                        |
| 2     | Keith Gardner     | Westindische Föderation | 14,3 s                       | 14,45 s                        |
| 3     | Ghulam Raziq      | Pakistan                | 14,4 s                       | 14,51 s                        |
| 4     | Edmond Roudnitska | Frankreich              | 14,5 s                       | 14,66 s                        |
| 5     | Milad Petrušić    | Jugoslawien             | 14,6 s                       | 14,71 s                        |
| 6     | Paolo Zamboni     | Italien                 | 14,9 s                       | 15,02 s                        |

### Lauf 3
Wind: ±0,0 m/s
| Platz | Name              | Nation         | Offizielle Zeit handgestoppt | Inoffizielle Zeit elektronisch |
| ----- | ----------------- | -------------- | ---------------------------- | ------------------------------ |
| 1     | Willie May        | USA            | 13,8 s                       | 13,92 s                        |
| 2     | Anatoli Michailow | Sowjetunion    | 13,9 s                       | 14,02 s                        |
| 3     | Stanko Lorger     | Jugoslawien    | 14,4 s                       | 14,56 s                        |
| 4     | Aggrey Awori      | Uganda         | 14,8 s                       | 14,94 s                        |
| 5     | Klaus Gerbig      | Deutschland    | 14,8 s                       | 14,97 s                        |
| 6     | Vic Matthews      | Großbritannien | 15,0 s                       | 15,12 s                        |

### Lauf 4
Wind: ±0,0 m/s
| Platz | Name                  | Nation         | Offizielle Zeit handgestoppt | Inoffizielle Zeit elektronisch |
| ----- | --------------------- | -------------- | ---------------------------- | ------------------------------ |
| 1     | Hayes Jones           | USA            | 14,1 s                       | 14,19 s                        |
| 2     | Walentin Tschistjakow | Sowjetunion    | 14,3 s                       | 14,51 s                        |
| 3     | Nereo Svara           | Italien        | 14,4 s                       | 14,59 s                        |
| 4     | Roman Muzyk           | Polen          | 14,5 s                       | 14,68 s                        |
| 5     | Bob Birrell           | Großbritannien | 14,6 s                       | 14,78 s                        |
| 6     | Marcel Duriez         | Frankreich     | 15,0 s                       | 15,19 s                        |

## Halbfinale
Datum: 5. September 1960, ab 15:15 Uhr

### Lauf 1
Wind: +0,1 m/s
| Platz | Name                 | Nation                  | Offizielle Zeit handgestoppt | Inoffizielle Zeit elektronisch |
| ----- | -------------------- | ----------------------- | ---------------------------- | ------------------------------ |
| 1     | Willie May           | USA                     | 13,7 s                       | 13,87 s                        |
| 2     | Hayes Jones          | USA                     | 14,1 s                       | 14,22 s                        |
| 3     | Keith Gardner        | Westindische Föderation | 14,2 s                       | 14,32 s                        |
| 4     | Nereo Svara          | Italien                 | 14,3 s                       | 14,50 s                        |
| 5     | Jean Baptiste Okello | Uganda                  | 14,4 s                       | 14,59 s                        |
| 6     | Mikola Beresuzki     | Sowjetunion             | 14,6 s                       | 14,69 s                        |

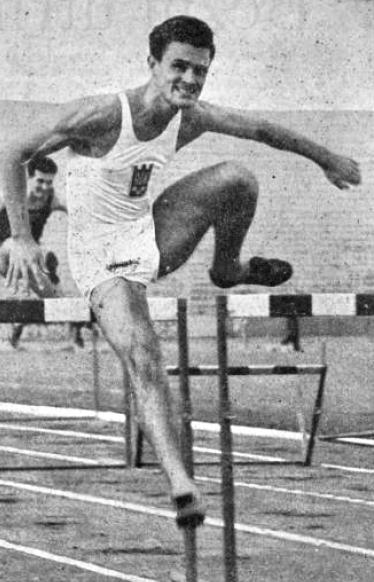
Stanko Lorger – ausgeschieden als Fünfter des zweiten Halbfinals

### Lauf 2
Wind: +0,1 m/s
| Platz | Name                  | Nation      | Offizielle Zeit handgestoppt | Inoffizielle Zeit elektronisch |
| ----- | --------------------- | ----------- | ---------------------------- | ------------------------------ |
| 1     | Lee Calhoun           | USA         | 13,7 s                       | 13,88 s                        |
| 2     | Martin Lauer          | Deutschland | 14,0 s                       | 14,13 s                        |
| 3     | Walentin Tschistjakow | Sowjetunion | 14,3 s                       | 14,46 s                        |
| 4     | Ghulam Raziq          | Pakistan    | 14,3 s                       | 14,49 s                        |
| 5     | Stanko Lorger         | Jugoslawien | 14,5 s                       | 14,83 s                        |
| DNF   | Anatoli Michailow     | Sowjetunion |                              |                                |

## Finale

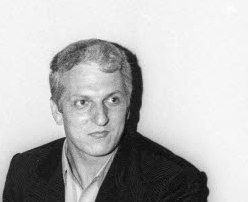
Martin Lauer (hier im Jahr 1971), der nicht mehr die Weltrekordform des Vorjahres hatte, belegte wie vier Jahre zuvor in Melbourne Rang vier

Datum: 5. September 1960, 16:45 Uhr

Wind: +0,1 m/s
| Platz | Name                  | Nation                  | Offizielle Zeit handgestoppt | Inoffizielle Zeit elektronisch |
| ----- | --------------------- | ----------------------- | ---------------------------- | ------------------------------ |
| 1     | Lee Calhoun           | USA                     | 13,8 s                       | 13,98 s                        |
| 2     | Willie May            | USA                     | 13,8 s                       | 13,99 s                        |
| 3     | Hayes Jones           | USA                     | 14,0 s                       | 14,17 s                        |
| 4     | Martin Lauer          | Deutschland             | 14,0 s                       | 14,20 s                        |
| 5     | Keith Gardner         | Westindische Föderation | 14,4 s                       | 14,55 s                        |
| 6     | Walentin Tschistjakow | Sowjetunion             | 14,6 s                       | 14,71 s                        |

Als Favorit wurde der Titelverteidiger Lee Calhoun angesehen, der kurz vor den Spielen Martin Lauers Weltrekord eingestellt hatte. Lauer, Europameister von 1958, galt als sein größter Konkurrent, der jedoch nicht mehr die Form aus seinem Weltrekordjahr 1959 hatte.
Am schnellsten aus den Startblöcken im Finale kam Calhoun, der über die gesamte Distanz hauchdünn vorne lag. Sein Landsmann Willie May war ihm allerdings ganz dicht auf den Fersen. Calhoun warf sich ins Ziel, was ihm den Olympiasieg brachte. Mays Rückstand lag am Ende bei nur einer Hundertstelsekunde. Hayes Jones machte den Dreifacherfolg der US-Mannschaft komplett, Lauer belegte Platz vier.
Im vierzehnten olympischen Finale gelang Lee Calhoun der zwölfte Sieg eines US-Läufers. Es war zugleich der sechste US-Sieg in Folge. Calhoun selber wiederholte damit seinen Olympiasieg von 1956, nachdem er 1958 für ein Jahr gesperrt gewesen war, weil er in einer Fernsehsendung aus Anlass seiner Hochzeit Geschenke angenommen hatte.

Über 110 Meter Hürden konnten bislang acht Dreifacherfolge der USA verzeichnet werden, davon die letzten vier in Folge.

Von den bislang 41 vergebenen Medaillen – 1896 hatte es nur einen ersten und einen zweiten Platz gegeben – gewannen US-Läufer 34.

Die erzielten Zeiten erscheinen zunächst enttäuschend. Allerdings wehte den Läufern ein ziemlich starker Gegenwind entgegen. Auch bei anderen Disziplinen waren die Windangaben offensichtlich nur bei eindeutigem Rückenwind genau und korrekt, wiesen aber bei Gegenwind stets einen Wert von 0,0 m/s oder sogar minimalen Rückenwind aus.

## Video
- 1960 Olympics 110M Hurdles; Willie May versus Lee Calhoun, youtube.com, abgerufen am 12. Oktober 2017